# Дубовица (Кормянский район)
Дубови́ца (бел. Дубаві́ца) — деревня в Лужковском сельсовете Кормянского района Гомельской области Беларуси.

## География

### Расположение
В 22 км на юго-запад от Кормы, в 78 км от железнодорожной станции Рогачёв (на линии Могилёв — Жлобин), в 95 км от Гомеля.

### Гидрография
На востоке, севере и западе мелиоративные каналы, соединённые с рекой Горна (приток реки Сож).

## Транспортная сеть
Транспортные связи по просёлочной дороге, затем по шоссе Довск — Гомель. Планировка состоит из 2 ориентированных с юго-востока на северо-запад улиц, соединённых на юго-востоке короткой улицей. К юго-западной стороне деревни присоединяется улица, ориентированная с юго-запада на северо-восток. Застройка двусторонняя, деревянная усадебного типа.

## История
О деятельности человека в этих местах с давних времён свидетельствует обнаруженное археологами городище (1 км на северо-восток от деревни, на мысе берега реки Горна), известное исследователям с 1873 года. Согласно письменным источникам известна с XIX века как деревня в Расохской волости Рогачёвского уезда Могилёвской губернии. Согласно ревизии 1859 года — владение помещика И. К. Быковского. В 1881 году работал хлебозапасный магазин. Согласно переписи 1897 года действовали школа грамоты, питейный дом. В 1909 году — 772 десятины земли, мельница.
В результате пожара 16 апреля 1925 года сгорело 58 построек с 20 дворами. В 1929 году организован колхоз «Красный доброволец», работали ветряная мельница и кузница. В 1962 году к деревне присоединён посёлок Дубровка-2. Центр колхоза «Коммунист», располагались комбинат бытового обслуживания, мельница, лесопилка, 9-летняя школа, Дом культуры, библиотека, отделение связи, магазин, фельдшерско-акушерский пункт, детские ясли-сад.
Ранее деревня входила в состав Струкачёвского сельсовета.

## Население

### Численность
- 2004 год — 140 хозяйств, 423 жителя.

### Динамика
- 1881 год — 47 дворов, 220 жителей.
- 1897 год — 61 двор, 365 жителей (согласно переписи).
- 1909 год — 65 дворов, 447 жителей.
- 1959 год — 344 жителя (согласно переписи).
- 1997 год — 121 двор, 424 жителя[1].
- 2004 год — 140 хозяйств, 423 жителя.

## Культура
- Краеведческий музей ГУО "Дубовицкий детский сад-базовая школа Кормянского района" (2018)

## Известные уроженцы
- К. К. Никитин — Герой Социалистического Труда.